# Synoicum pulmonaria
Synoicum pulmonaria is een zakpijpensoort uit de familie van de Polyclinidae. De wetenschappelijke naam van de soort is voor het eerst geldig gepubliceerd in 1786 door Ellis & Solander. Deze soort komt voor in ondiep water in de noordoostelijke Atlantische Oceaan, de Noordzee en het Engelse Kanaal, en in mindere mate ook in de noordwestelijke Atlantische Oceaan.

## Beschrijving
Synoicum pulmonaria is het grootste koloniale manteldier in de noordoostelijke Atlantische Oceaan. Jonge kolonies zijn peervormig of knotsvormig en zijn bevestigd door een korte steel. Oudere kolonies zijn meer bolvormig, tot 14 cm in diameter, en gevormd door de agglomeratie van een aantal kleinere kolonies. De afzonderlijke zoïden zijn niet gemakkelijk te onderscheiden, maar vormen groepen van zeven of acht rond een gemeenschappelijke atriale sifon. De mantel is taai en kraakbeenachtig, geelbruin en transparant. Het is meestal bedekt met zand en schelpfragmenten.